# 修行寺
修行寺（しゅぎょうじ）は、東京都杉並区にある日蓮宗の寺院。

## 概要
1626年（寛永3年）、修行院日城によって開山された。元々は江戸麹町（現・東京都千代田区麹町）に位置していたが、1634年（寛永11年）に赤坂（現・港区赤坂）に移転し、1658年（万治元年）に市谷谷町（現・新宿区富久町）に移転した。
1684年（貞享元年）、本土寺貫首の江戸滞在中の常宿院（宿泊所）を当寺に定めた。
1912年（大正元年）に現在地に移転した。1945年（昭和20年）の空襲で焼失したが、戦後に再建した。
当寺は犬山成瀬氏の菩提寺でもある。

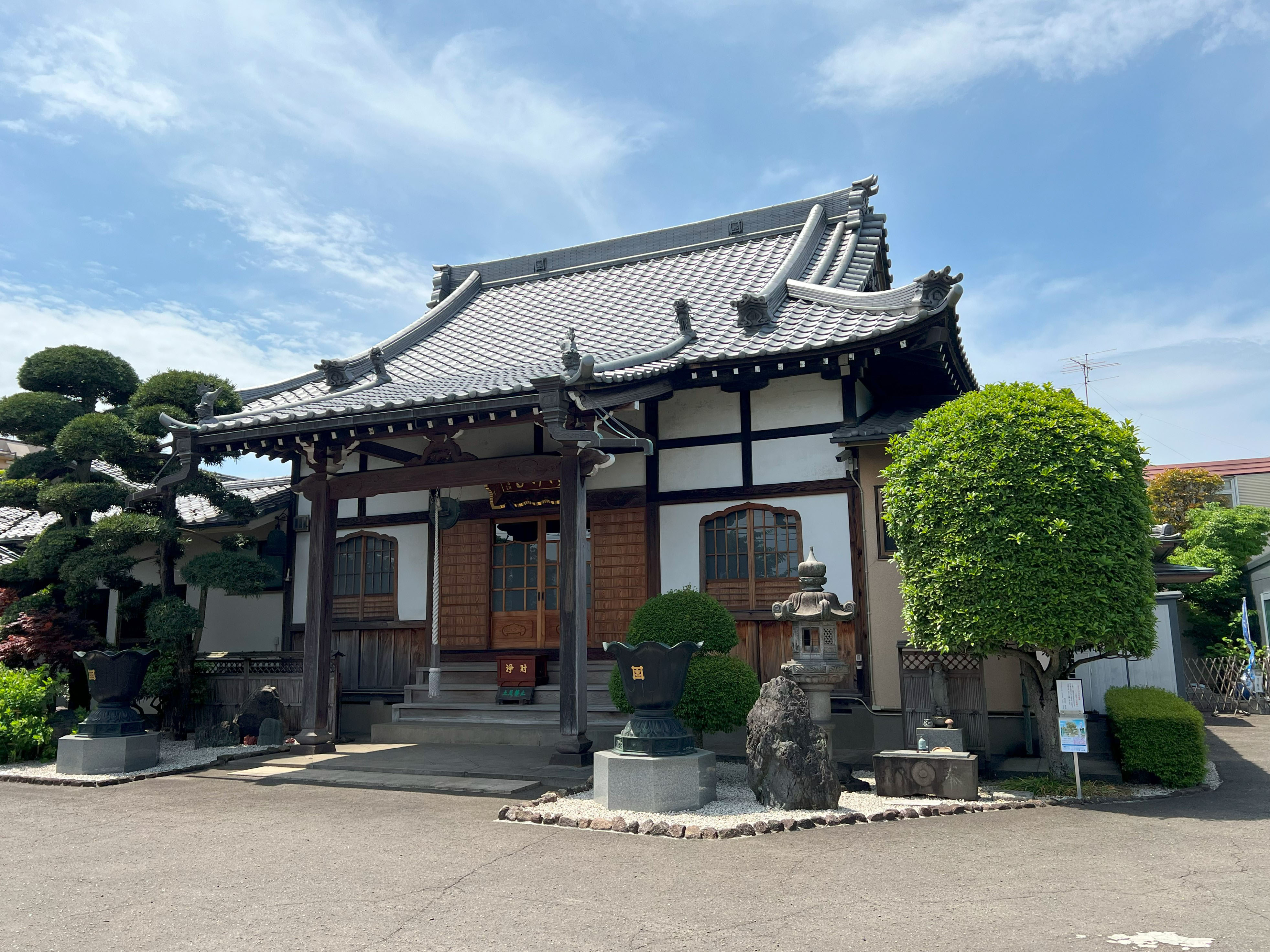
本堂

## 墓所
- 金春安治（能楽師、金春八左衛門家十世）
- 福井銑吉（内務官僚、四日市市市長）

## 交通アクセス
- 地下鉄丸ノ内線新高円寺駅より徒歩8分。
- 宿91系統(新宿駅西口～新代田駅)(都営バス))渋66系統(渋谷駅～阿佐ケ谷駅)(都営パス・京王バス)高46系統(杏林大学杉並病院～高円寺駅南口)(京王バス)「堀ノ内」バス停下車